# Requiem für einen Hund
Requiem für einen Hund ist der Titel einer Reihe von Gesprächen, die der Publizist Sebastian Kleinschmidt im Februar 2008 mit Daniel Kehlmann in Berlin führte. In gedruckter Form erschien die Dialogserie erstmals 2008 bei Matthes & Seitz Berlin in der Reihe Fröhliche Wissenschaft kurz vor der Veröffentlichung von Ruhm – Ein Roman in neun Geschichten. Der Titel bezieht sich auf Kehlmanns verstorbenen Hund Nuschki, der zum Ausgangspunkt des Dialogs wurde. Sebastian Kleinschmidt war damals Chefredakteur von Sinn und Form, einer zweimonatlich erscheinenden Zeitschrift für Literatur und Kultur.

## Inhalt
Sebastian Kleinschmidt und Daniel Kehlmann betreiben nicht den klassischen Frage-Antwort-Dialog, sondern führen einen Gedankenaustausch über literaturtheoretische Probleme und Fragen. Es wird zwar immer wieder auf Die Vermessung der Welt und andere Werke von Kehlmann Bezug genommen, aber die beiden tauschen vornehmlich eigene Erfahrungen und Ansichten über Literatur und Philosophie aus und lassen dazu zahlreiche Zitate und Anekdoten einfließen. Gesprächsthemen sind unter anderem Tiere, Götter, Genies, Zählen und Erzählen, Humor, Fiktion und Geschichte, der Tod, Schauspieler und Theater, Kindheit, Studium, die Arbeit des Schriftstellers und der Ruhm. Dazu meint Kehlmann im letzten Kapitel:

„Es stimmt nicht, dass Erfolg den Charakter verdirbt. Erfolg ist gut für den Charakter. Er ist schlecht für die Intelligenz. Misserfolg macht klug und bitter. Erfolg macht freundlich und dumm. Man neigt dazu, die Dinge weniger scharf wahrzunehmen, weniger aufmerksam, durch einen Schleier liebenswürdiger Selbstzufriedenheit.“

## Pressestimmen
„Doch das lockere, manchmal mit bissigem Humor durchsetzte Gespräch und die Offenheit der beiden Autoren verlangen dem Leser nicht ab, dies alles ebenfalls zitierfähig im Kopf haben zu müssen. Vielmehr profitiert er angenehm von der Belesenheit, die den 33-jährigen Kehlmann und den 27 Jahre älteren Kleinschmidt miteinander verbindet.“

„Erhellend ist dieses Buch, weil sich hier zwei kreative Intellektuelle auf Augenhöhe begegnen. Im Extempore wird die Poetik des Kehlmannschen Werks deutlich, ein stets präsentes Wissen, dem das von Sebastian Kleinschmidt in nichts nachsteht. Im »Requiem für einen Hund« kann man von Kehlmanns Leben erfahren und von seinem Schreiben, von Demut und Hybris.“

## Ausgaben
- 2009: Daniel Kehlmann und Sebastian Kleinschmidt: Requiem für einen Hund. Matthes & Seitz Berlin, 129 S., Broschiert, ISBN 978-3-88221-735-3.
- 2010: Daniel Kehlmann und Sebastian Kleinschmidt: Requiem für einen Hund. Rowohlt Verlag, 142 S., Taschenbuch, ISBN 978-3-499-25416-1.